# Хайнрих XIX Ройс-Кьостриц
Хайнрих XIX принц Ройс-Кьостриц (на немски: Heinrich XIX Prinz Reuss zu Köstritz; * 30 август 1848 в Лайпциг; † 13 март 1904 в дворец Меферсдорф, Австрия) е принц от Ройс-Кьостриц от Ройс млада линия.
Той е вторият син на княз Хайнрих II Ройс-Кьостриц (1803 – 1852) и съпругата му графиня Клотилда Шарлота София фон Кастел-Кастел (1821 – 1860), дъщеря на граф Фридрих Лудвиг Хайнрих фон Кастел-Кастел (1791 – 1875) и принцеса Емилия Фридерика Кристиана фон Хоенлое-Лангенбург (1793 – 1859).
Брат е на пруския генерал княз Хайнрих XVIII Ройс-Кьостриц (1847 – 1911) и Хайнрих XX Ройс-Кьостриц, фрайхер фон Райхенфелс (1852 – 1884).
Хайнрих XIX принц Ройс-Кьостриц умира на 55 години на 13 март 1904 г. в дворец Меферсдорф, Горен Лаузиц.

## Фамилия
Хайнрих XIX принц Ройс-Кьостриц се жени на 25 юни 1877 г. в дворец Славенциц (Slawentzitz), Ополско войводство, Горна Силезия) за принцеса Мария Фелицитас фон Хоенлое-Йоринген (* 25 юли 1849, Шафхаузен; † 31 януари 1929, Меферсдорф), дъщеря на княз Хуго фон Хоенлое-Йоринген (1816 – 1897) и принцеса Паулина Вилхелмина Каролина Амалия фон Фюрстенберг (1829 – 1900). Бракът е бездетен.